# 国際観光旅客税法
国際観光旅客税法（こくさいかんこうりょかくぜいほう、平成30年4月18日法律第16号）は、国際観光旅客税の納税義務者、課税の対象、税率、納付の手続およびその納税義務の適正な履行の確保に関する日本の法律である。
2018年（平成30年）4月18日に公布された。国際観光旅客税の税率は本邦からの出国1回につき、1,000円と規定されている（第15条）。

## 構成
- 第1章 総則（第1条 ― 第14条）
- 第2章 税率（第15条）
- 第3章 納付等（第16条 ― 第18条）
- 第4章 雑則（第19条 ― 第23条）
- 第5章 罰則（第24条 ― 第26条）
- 第6章 犯則事件の調査及び処分（第27条）
- 附則

## 下位法令
- 国際観光旅客税法施行令 - e-Gov法令検索
- 国際観光旅客税法施行規則 - e-Gov法令検索